# Barış Falay
Barış Falay (Edremit, 9 de abril de 1972) es un actor turco.

## Biografía
A los 9 años su familia se estableció en Ankara, completando su escuela primaria y secundaria en la capital.
Cuando estaba en 2º grado de secundaria, comenzó a trabajar como diseñador de iluminación en los teatros y es así como entró al mundo de la actuación.

## Filmografía

### Televisión
| Año       | Título             | Personaje              |
| --------- | ------------------ | ---------------------- |
| 1995      | Çiçek Taksi        |                        |
| 2001      | Dadi               | Şafak                  |
| 2001      | Tatlı Hayat        |                        |
| 2001      | Bizim Çocuklarımız |                        |
| 2001      | 90-60-90           |                        |
| 2002      | Kuzenlerim         | Profesor Engin         |
| 2002      | Yarım Elma         | Ebru                   |
| 2004      | Aliye              | Mücahit Gürboğa (Müco) |
| 2004      | Karım ve Annem     |                        |
| 2006      | Bebeğim            | Yavuz Köroğlu          |
| 2007      | Çemberin Dışında   | Mafya                  |
| 2009      | İstanbul Çocukları |                        |
| 2009-2011 | Ezel               | Ali Kırgız             |
| 2011-2012 | Al Yazmalım        | Cemşit Ateş            |
| 2013-2015 | Medcezir           | Selim Serez            |
| 2015-2017 | Paramparça         | Harun Erguvan          |
| 2020      | Menajerimi Ara     | Kiraç Ozdal            |

### Cine
| Año  | Título          | Personaje  |
| ---- | --------------- | ---------- |
| 2008 | Kirpi           | Jilet Sadi |
| 2008 | Şeytanın Pabucu | Niyazi     |
| 2011 | Ya Sonra        | Cem        |